# Фердинанд (спутник)
Фердинанд (англ. Ferdinand) — нерегулярный спутник планеты Уран с обратным орбитальным обращением.
Назван по имени персонажа из пьесы Шекспира «Буря».
Также обозначается как Уран XXIV.

## История открытия
Первые наблюдения были сделаны 13 августа и 21 сентября 2001 года группами астрономов под руководством Мэтью Холмана и Бретта Глэдмана.
Однако последующие попытки наблюдений долгое время оставались безуспешными.
24 сентября 2003 года Брайан Марсден идентифицировал этот объект по снимкам, сделанным Скоттом Шеппардом совместно с Дэвидом Джуиттом 29, 30 августа и 20 сентября того же года.
Подтверждающие наблюдения были выполнены Холманом 30 сентября.
Спутник получил временное обозначение S/2001 U 2.
Собственное название было присвоено 29 декабря 2005 года.

## Орбита

Нерегулярные спутники Урана с обратным обращением.

Фердинанд — наиболее удалённый из известных спутников Урана.
Он обращается в обратном направлении по орбите с умеренным наклонением, но с большим эксцентриситетом.
На диаграмме показаны орбитальные параметры нерегулярных спутников Урана с обратным обращением (в полярных координатах).
Эксцентриситет орбит выражен отрезками от перицентра до апоцентра.